# Відчайдушні домогосподарки (сезон 1)
«Відчайдушні домогосподарки» (англ. Desperate Housewives)  — американський телесеріал, створений Марком Черрі та спродюсований АВС Студіос та Черрі Продакшнз.
Дії у шоу відбуваються на Вістерія Лейн(Гліцинієва Алея), що знаходиться у вигаданому містечку Феарв’ю. У серіалі розповідається про життя кількох жінок від імені їхньої померлої сусідки. Вони стикаються з домашнім насиллям, ведуть сімейне життя і виявляють таємниці та злочини, сховані у начебто ідеальному районі на околиці міста. Ідею серіалу певною мірою було почерпнуто з фільму «Краса по-американськи».
У серіалі знімались: Тері Хетчер у ролі Сьюзен Меєр, Фелісіті Хафман у ролі Ліннет Скаво, Марсія Кросс у ролі Брі Ван де Камп та Єва Лонгорія Паркер у ролі Габріель Соліс. Оповідь у серіалі ведеться Брендою Стронг, яка виступає у ролі померлої Мері Еліс Янг, яка час-від-часу з’являється у флешбеках чи снах.
Прем’єра серіалу відбулася на каналі АВС 3 жовтня 2004 року. Шоу здобуло схвальні відгуки критиків та глядачів. У квітні 2007 року було оголошено, що "Відчайдушні Домогосподарки" є найпопулярнішим телесеріалом у світі з глядацькою аудиторією, яка налічує 120 мільйонів. Серіал здобув нагороди Еммі, Золотий Глобус та премію Гільдії Телеакторів.
Продюсери: Марк Черрі, Боб Дейлі, Джордж В. Реккінс та Джої Мерфі. 
Серіал здобував премії Греммі, Золотий глобус та інші.
Перший сезон вийшов на екрани 3 жовтня 2004 року, у якому дебютували центральні героїні шоу: Сьюзен Меєр, Лінетт Скаво, Брі Ван де Камп та Габріель Соліс, а також їхні сім’ї і сусіди на Вістерія Лейн.

## Слогани
- «У кожної жінки є брудний секрет...» (Every woman has a dirty secret…)
- «Кожен має маленький брудний секрет...на Гліцинієвій алеї!» (Everybody has a dirty little secret… on Wisteria Lane!)
- «Секрети. Романтика. Вбивство. Все на одній вулиці» (Secrets. Romance. Murder. All On One Street)

## Сюжет
Головною загадкою сезону є раптове самогубство Мері Еліс Янг та участь її чоловіка та сина у подіях, що до нього призвели. Брі намагається зберегти свій шлюб, Ліннет не може впоратися з вимогливими дітьми, Сьюзен бореться з Іді Брітт за увагу нового сусіда Майка Делфіно, Габрієль намагається приховати від чоловіка Карлоса свою інтрижку з садівником, Джоном Роулендом. У кінці сезону Рекс помирає, думаючи, що Брі його отруїла, Джон сам розповідає Карлосу про його роман з Габі, Том звільняється з роботи і сім’ю тепер утримує Ліннет, а Майк потрапляє у небезпеку, в якій його може застрелити власний син.

## Епізоди
| Епізод | Назва                                              | Дата виходу в ефір | Режисер          | Сценаристи                                                      |
| --- | -------------------------------------------------- | ------------------ | ---------------- | --------------------------------------------------------------- |
| |                                                    |                    |                  |                                                                 |
| 1x01 (1) | Pilot / Таємниця Вістерія-Лейн                     | 3 жовтня 2004      | Чарльз МакДугалл | Марк Черрі                                                      |
| Після самогубства Мері Еліс Янг вуличка Вістерія-Лейн перетворюється на місце кривавих злочинів, інтриг та нерозкритих таємниць. Сьюзан, Лінетт, Брі та Габріель розуміють, що хтось шантажував їх подругу, коли знаходять в її речах лист… |                                                    |                    |                  |                                                                 |
| |                                                    |                    |                  |                                                                 |
| 1x02 (2) | Ah, But Underneath / Сюрпризи нашого життя         | 10 жовтня 2004     | Ларрі Шоу        | Марк Черрі                                                      |
| |                                                    |                    |                  |                                                                 |
| |                                                    |                    |                  |                                                                 |
| 1x03 (3) | Pretty Little Picture / Життя в страху             | 17 жовтня 2004     | Арлін Сенфорд    | Олівер Голдстик                                                 |
| |                                                    |                    |                  |                                                                 |
| |                                                    |                    |                  |                                                                 |
| 1x04 (4) | Who’s that Woman? / Жіночі хитрощі                 | 24 жовтня 2004     | Джефф Мелман     | Марк Черрі та Том Спезьялі                                      |
| |                                                    |                    |                  |                                                                 |
| |                                                    |                    |                  |                                                                 |
| 1x05 (5) | Come in, Stranger / Знайомі незнайомці             | 31 жовтня 2004     | Арлін Сенфорд    | Александра Каннінгем                                            |
| |                                                    |                    |                  |                                                                 |
| |                                                    |                    |                  |                                                                 |
| 1x06 (6) | Running to Stand Still / Нові загадки              | 7 листопада 2004   | Фред Гербер      | Трейсі Стерн                                                    |
| |                                                    |                    |                  |                                                                 |
| |                                                    |                    |                  |                                                                 |
| 1x07 (7) | Anything You Can Do / Ціна перемоги                | 21 листопада 2004  | Ларри Шоу        | Джон Парді та Джой Мерфі                                        |
| |                                                    |                    |                  |                                                                 |
| |                                                    |                    |                  |                                                                 |
| 1x08 (8) | Guilty / Почуття провини                           | 28 листопада 2004  | Фред Гербер      | Кевін Мерфі                                                     |
| |                                                    |                    |                  |                                                                 |
| |                                                    |                    |                  |                                                                 |
| 1x09 (9) | Suspicious Minds / Демон спокус                    | 12 грудня 2004     | Ларрі Шоу        | Дженна Банс                                                     |
| |                                                    |                    |                  |                                                                 |
| |                                                    |                    |                  |                                                                 |
| 1x10 (10) | Come Back to Me / Довіряй, але перевіряй           | 19 грудня 2004     | Фред Гербер      | Петті Лін                                                       |
| |                                                    |                    |                  |                                                                 |
| |                                                    |                    |                  |                                                                 |
| 1x11 (11) | Move On / Усі кого ми шукаємо                      | 9 січня 2005       | Джон Девід Коулс | Девід Шульнер                                                   |
| |                                                    |                    |                  |                                                                 |
| |                                                    |                    |                  |                                                                 |
| 1x12 (12) | Every Day a Little Death / Смерть як обіцянка      | 16 січня 2005      | Девід Гроссман   | Кріс Блек                                                       |
| |                                                    |                    |                  |                                                                 |
| |                                                    |                    |                  |                                                                 |
| 1x13 (13) | Your Fault / Груз відповідальності                 | 23 січня 2005      | Арлін Сенфорд    | Кевін Іттен                                                     |
| |                                                    |                    |                  |                                                                 |
| |                                                    |                    |                  |                                                                 |
| 1x14 (14) | Love Is in the Air / Сила кохання                  | 13 лютого 2005     | Джефф Мелман     | Том Спезьялі                                                    |
| |                                                    |                    |                  |                                                                 |
| |                                                    |                    |                  |                                                                 |
| 1x15 (15) | Impossible / Неможливе                             | 20 лютого 2005     | Ларрі Шоу        | Марк Черрі та Том Спезьялі                                      |
| |                                                    |                    |                  |                                                                 |
| |                                                    |                    |                  |                                                                 |
| 1x16 (16) | The Ladies Who Lunch / Усі полюбяють скандали      | 27 лютого 2005     | Арлін Сенфорд    | Александра Каннінгем                                            |
| |                                                    |                    |                  |                                                                 |
| |                                                    |                    |                  |                                                                 |
| 1x17 (17) | There Won’t Be Trumpets / Герої нашого часу        | 3 квітня 2005      | Джефф Мелман     | Джон Парді та Джой Мерфі                                        |
| |                                                    |                    |                  |                                                                 |
| |                                                    |                    |                  |                                                                 |
| 1x18 (18) | Children Will Listen /Діти, що змінюють наше життя | 10 квітня 2005     | Ларрі Шоу        | Кевін Мерфі                                                     |
| |                                                    |                    |                  |                                                                 |
| |                                                    |                    |                  |                                                                 |
| 1x19 (19) | Live Alone and Like It /Випробовування самотністю  | 17 квітня 2005     | Арлін Сенфорд    | Дженна Банс                                                     |
| |                                                    |                    |                  |                                                                 |
| |                                                    |                    |                  |                                                                 |
| 1x20 (20) | Fear No More / Чудо весни                          | 1 травня 2005      | Джефф Мелман     | Адам Барр                                                       |
| |                                                    |                    |                  |                                                                 |
| |                                                    |                    |                  |                                                                 |
| 1x21 (21) | Sunday in the Park with George / Наші клятви       | 8 травня 2005      | Ларрі Шоу        | Кеті Форд                                                       |
| |                                                    |                    |                  |                                                                 |
| |                                                    |                    |                  |                                                                 |
| 1x22 (22) | Goodbye For Now / Прости-прощавай!                 | 15 травня 2005     | Девід Гроссман   | Джош Сентер                                                     |
| |                                                    |                    |                  |                                                                 |
| |                                                    |                    |                  |                                                                 |
| 1x23 (23) | One Wonderful Day / Краще десь там                 | 22 травня 2005     | Ларрі Шоу        | Марк Черрі, Джон Парді, Джой Мерфі, Том Спезьялі та Кевін Мерфі |
| |                                                    |                    |                  |                                                                 |
| |                                                    |                    |                  |                                                                 |

| Фільми | Це незавершена стаття про кінофільм. Ви можете допомогти проєкту, виправивши або дописавши її. |